# Warmfield cum Heath
Warmfield cum Heath – civil parish w Anglii, w West Yorkshire, w dystrykcie metropolitalnym Wakefield. W 2011 civil parish liczyła 941 mieszkańców.